# Halland
Hallandⓘ (Hallandia) là một trong những tỉnh truyền thống của Thụy Điển (landskap). Tỉnh Halland giáp với Västergötland, Småland, Scania và biển Kattegat.
Cũng giống như các tỉnh của Thuỵ Điển hiện nay không còn chức năng hành chính. 